# PLM réseau d'Algérie
La PLM réseau d'Algérie (PLMA) era una filiale della Compagnie des chemins de fer de Paris à Lyon et à la Méditerranée (PLM) costituita nel 1863 per gestire una rete ferroviaria in Algeria. Essa cessò di esistere nel 1939 in seguito alla nazionalizzazione delle ferrovie francesi.
La rete comprendeva ferrovie la cui concessione era stata rilasciata direttamente alla PLM e ferrovie assegnatele in seguito al fallimento di alcune compagnie esercenti. In origine la PLM si sostituì alla Compagnie des chemins de fer algériens che aveva ottenuto la concessione per tra linee ferroviarie ma era riuscita a costruirne soltanto una mediante una convenzione del 31 marzo 1863. L'assegnazione alla PLM avvenne con la legge 11 giugno 1863; il trasferimento della concessione impegnò la PLM a completare e costruire quanto concesso. 
Nel 1921 tutte le concessioni algerine furono riscattate dallo Stato; vennero affidate in gestione alla PLM le linee rilevate dalla Compagnie de l'Ouest algérien e, dalla Société des chemins de fer sur route d'Algérie, la El Affroun - Marengo - Cherchell e la Orléansville - Ténès. 
Faceva eccezione la Philippeville-Constantine che invece venne affittata dalla PLM alla Compagnie des chemins de fer algériens de l'État a causa del suo isolamento geografico.

## Rete concessa (508 km)
- Linea Algeri - Blida - Orano (421 km): attivata tra 1862-1871[4]

Algeri - Blida: aperta l'8 settembre 1862,
Blida - Saint-Denis-du-Sig: apertura tra 1869 e 1871
Saint-Denis-du-Sig - Oran: aperta il 1º novembre 1868
- Linea Philippeville - Constantine (87 km): aperta il 1º settembre 1870[4](linea isolata)

## Linee ferroviarie affidate
Il 1º luglio 1921 la PLMA ebbe in affidamento la gestione delle seguenti linee:
- Linee ferroviarie della Compagnie de l'Ouest algérien.
- Linee ferroviarie della Société des chemins de fer sur route d'Algérie:

Ferrovia El Affroun - Marengo - Cherchell (49 km),
Ferrovia Orléansville - Ténès (57 km).